# Tomáš Zíb
Tomáš Zíb (ur. 31 stycznia 1976 w Písku) – czeski tenisista, reprezentant kraju w Pucharze Davisa.

## Kariera tenisowa
Status profesjonalny uzyskał w 1995 roku, a karierę zakończył w 2009 roku. Wygrał siedem turniejów rangi ATP Challenger Tour, a w kolejnych siedmiu przegrywał w finale. Osiągnął też dwa finały turniejów ATP World Tour w grze podwójnej, z czego jeden wygrał.
W rankingu gry pojedynczej Zíb najwyżej był na 51. miejscu (25 lipca 2005), a w klasyfikacji gry podwójnej na 65. pozycji (13 lutego 2006). W latach 2005–2006 reprezentował kraj w rozgrywkach Pucharu Davisa. Wystąpił w sześciu meczach, z czego dwa wygrał.

### Finały w turniejach ATP World Tour
| Legenda                                      |
| -------------------------------------------- |
| Wielki Szlem                                 |
| Igrzyska olimpijskie                         |
| Tennis Masters Cup / ATP Finals              |
| ATP Masters Series / ATP Tour Masters 1000   |
| ATP International Series Gold / ATP Tour 500 |
| ATP International Series / ATP Tour 250      |

#### Gra podwójna (1–1)
| Końcowy wynik | Nr | Data             | Turniej  | Nawierzchnia | Partner     | Przeciwnicy                   | Wynik finału  |
| ------------- | -- | ---------------- | -------- | ------------ | ----------- | ----------------------------- | ------------- |
| Finalista     | 1. | 27 lutego 2005   | Acapulco | Ceglana      | Jiří Vaněk  | David Ferrer Santiago Ventura | 6:4, 1:6, 4:6 |
| Zwycięzca     | 1. | 16 kwietnia 2006 | Walencja | Ceglana      | David Škoch | Lukáš Dlouhý Pavel Vízner     | 6:4, 6:3      |